# Катори (город)
Катори (яп. 香取市 Катори-си) — город в Японии, находящийся в префектуре Тиба. Площадь города составляет 262,31 км², население — 78 684 человека (1 августа 2014), плотность населения — 299,97 чел./км².

## История
Современный город Катори был образован в 2006 году путём объединения городов Савара, Куримоё, Омигава и Ямада. Город Савара был важным торговым центром в эпоху эдо. С тех пор за Саварой закрепилось прозвище «маленький Эдо» (Эдо ― тогдашнее название Токио).

## Географическое положение
Город расположен на острове Хонсю в префектуре Тиба региона Канто. С ним граничат города Нарита, Соса, Асахи, Инасики, Итако, Камису и посёлки Кодзаки, Тако, Тоносё.

## Население
Население города составляет 78 684 человека (1 августа 2014), а плотность — 299,97 чел./км². Изменение численности населения с 1980 по 2005 годы:
| 1980 | 92 048 чел. |  |
| 1985 | 93 573 чел. |  |
| 1990 | 93 275 чел. |  |
| 1995 | 93 544 чел. |  |
| 2000 | 90 943 чел. |  |
| 2005 | 87 332 чел. |  |

## Символика
Деревом города считается сакура, цветком — Iris sanguinea, птицей — дроздовидная камышовка.

## Достопримечательности
- Историческая застройка Савары — бывший город Савара сохранил традиционную японскую застройку. В 1996 году район исторической застройки получил охранный статус «Группы традиционных зданий» (伝統的建造物群)[9][4][5].
- Музей Ино Тадатаки — музей посвящен японскому картографу и астроному эпохи Эдо Ино Тадатаки, который прожил в Саваре тридцать три года (с семнадцати до сорока лет)[10][4][5].
- Водный ботанический сад Суйго (яп. 水郷佐原水生植物園) — ботанический сад, специализирующийся на водных растениях, в особенности ирисах и лотосах[11].
- Святилище Катори (яп. 香取神宮) — синтоистское святилище, датой основания которого считается 642 год до н. э.

### Галерея

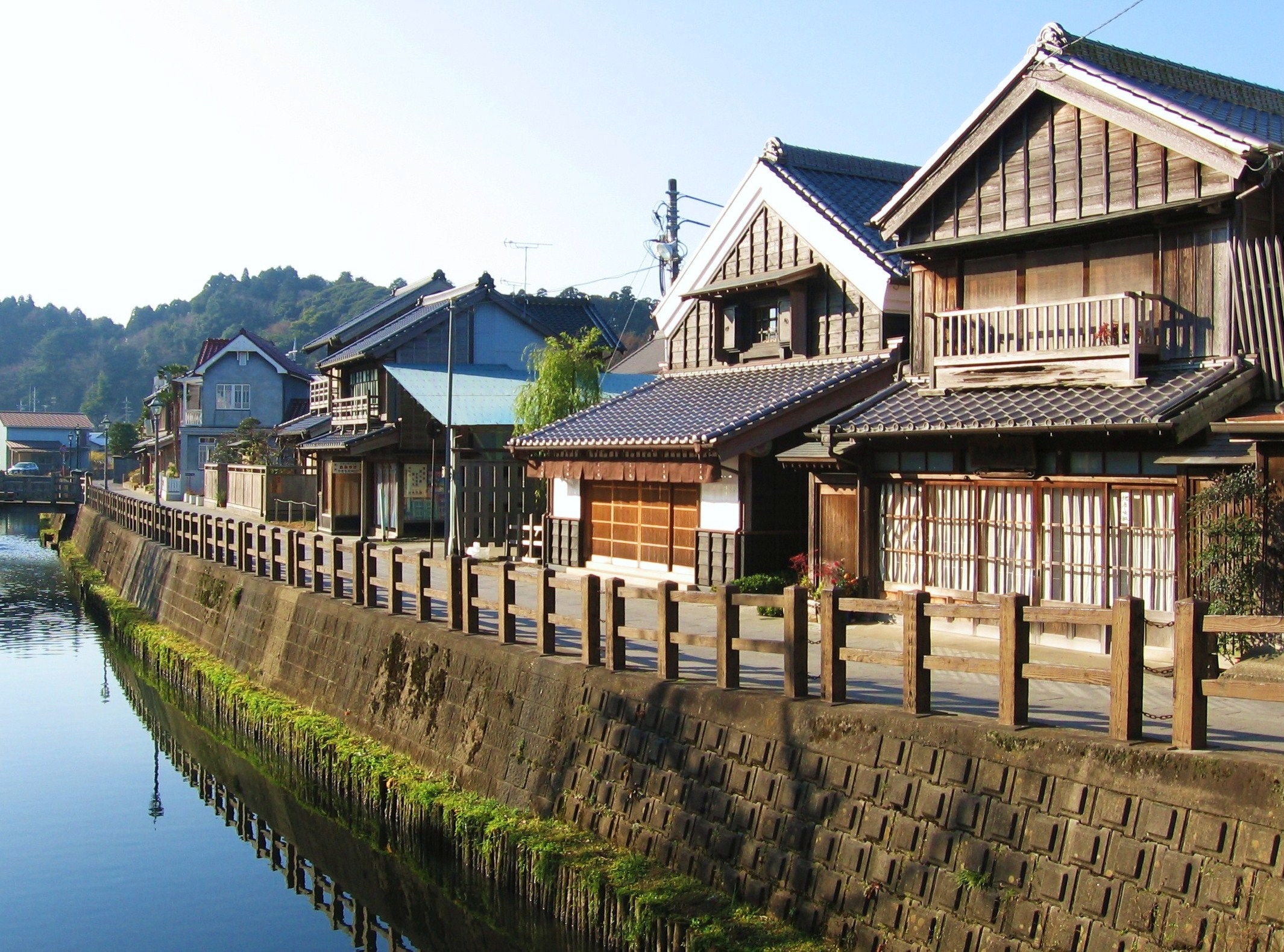
Традиционные дома на берегу канала в Саваре
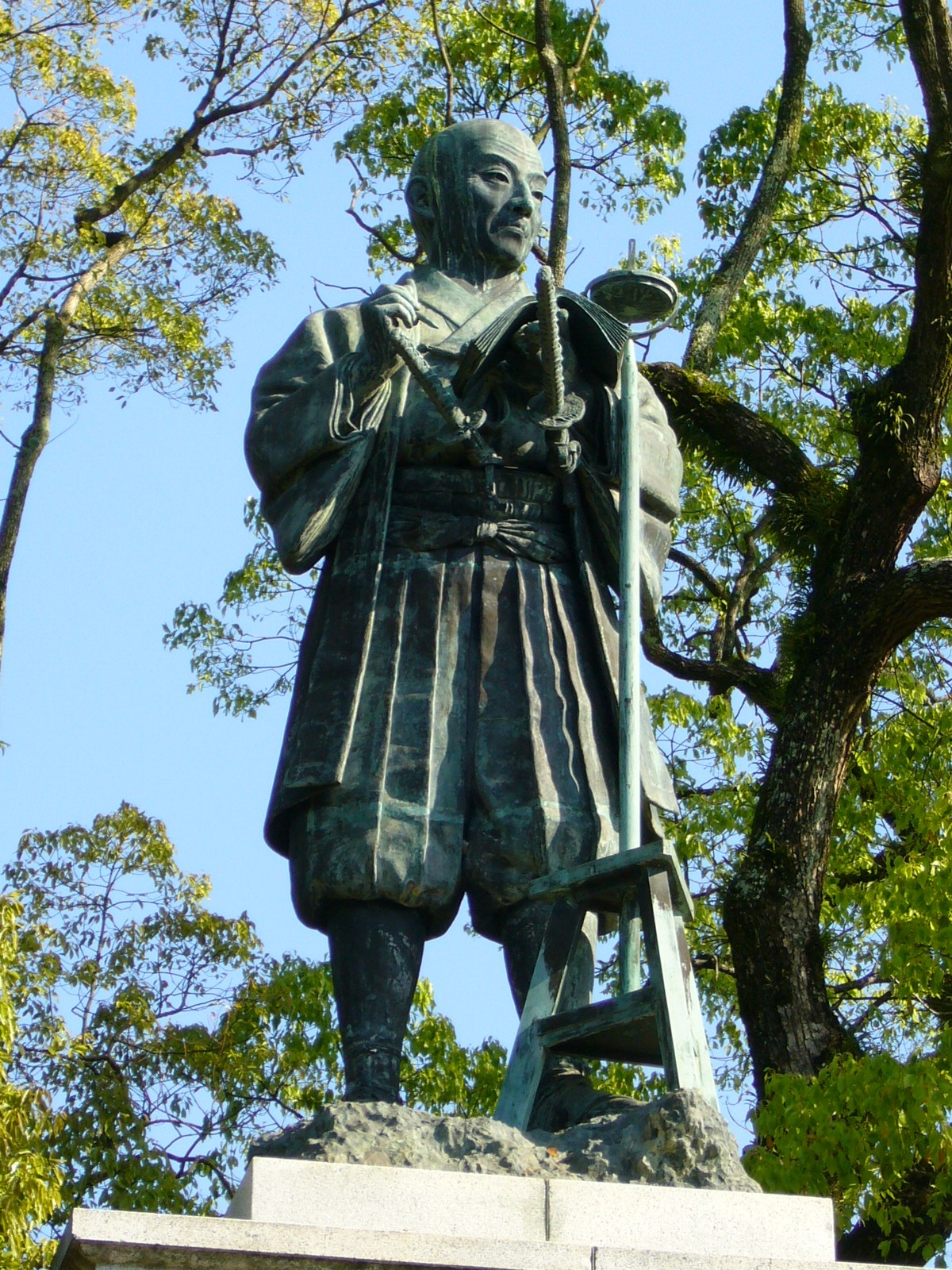
Памятник Ино Тадатаке
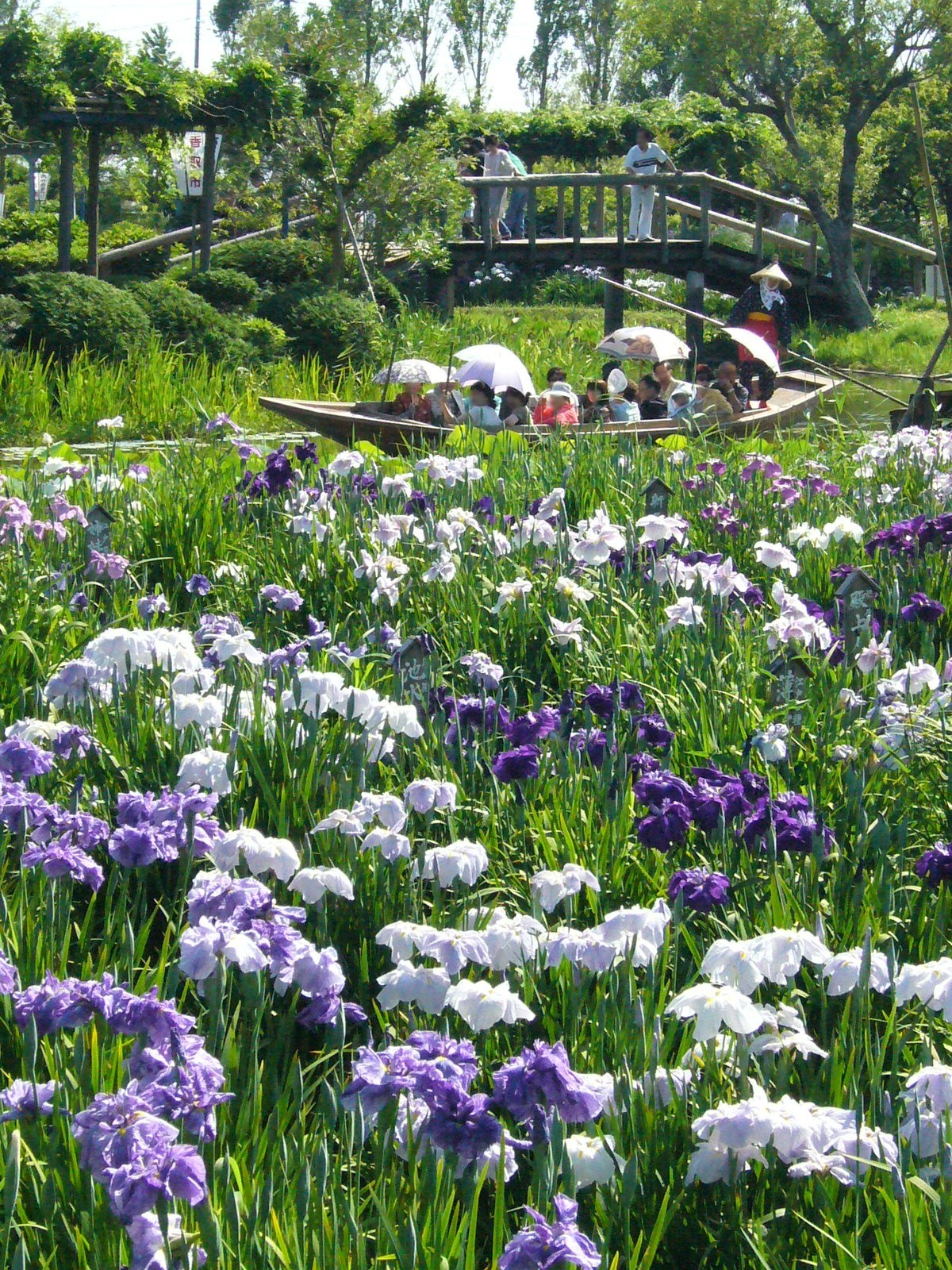
Водный ботанический сад Суйго
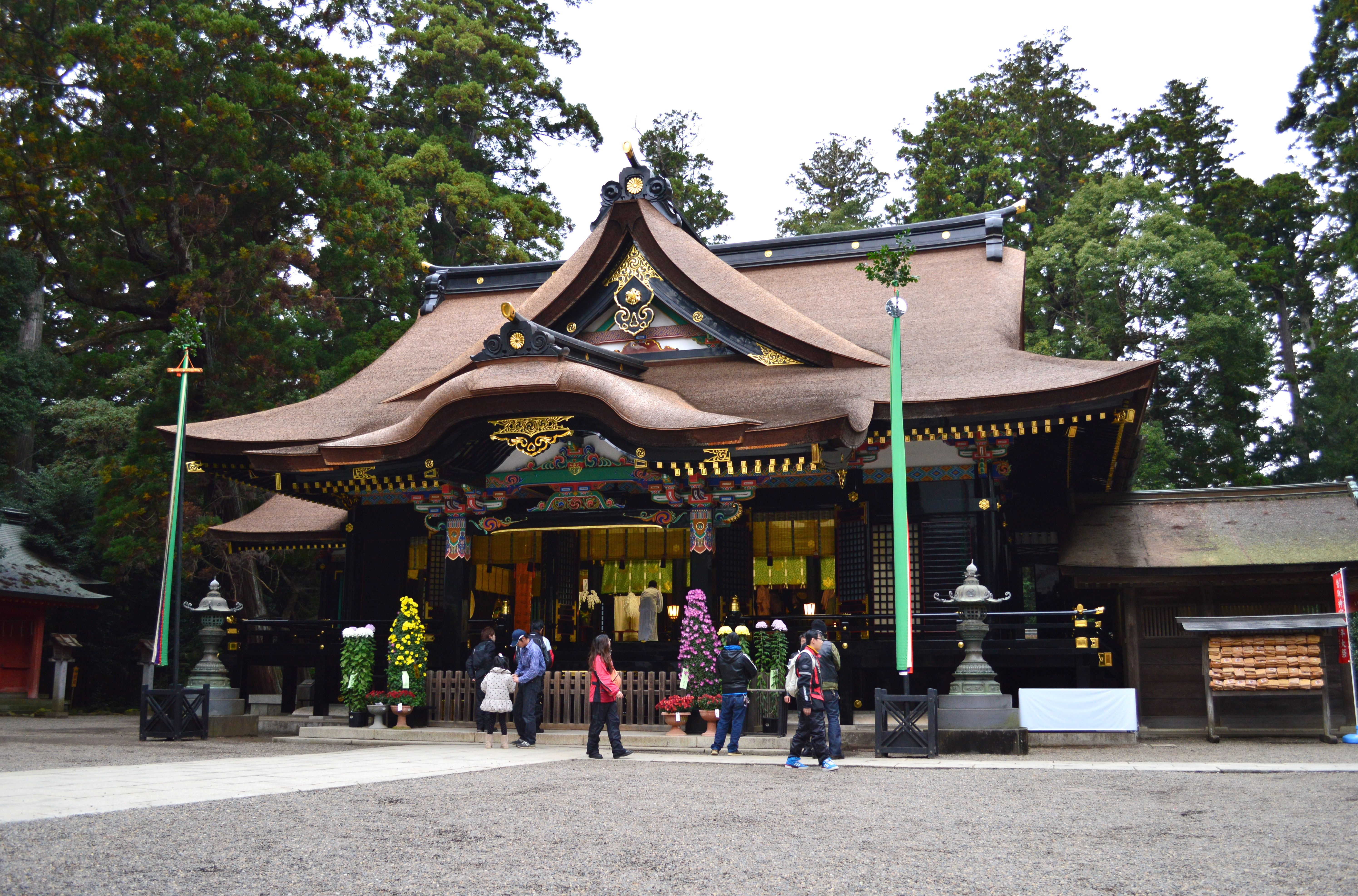
Святилище Катори